# Battaglia di Ponts-de-Cé (1793)
La battaglia di Ponts-de-Cé è una battaglia della prima guerra di Vandea avvenuta tra il 26 e il 28 luglio 1793 a Les Ponts-de-Cé.

## La battaglia
Il 26 luglio 1793 la divisione vandeana di Bonchamps, comandata da Charles d'Autichamp, si portò sui rilievi di Mûrs-Erigné per catturare la città di Les Ponts-de-Cé, presidiata dal 6º battaglione repubblicano di Parigi, forte di 300 uomini, che però era fuggito senza combattere.
I vandeani si diressero verso la vicina Angers, ma furono fermati dal tenente colonnello Bourgeois che li affrontò con 600 uomini, per lo più dell'8º battaglione di Parigi, detto "Lombardo". I repubblicani, inferiori di numero, furono respinti verso un affluente della Loira, il fiume Louet, che dovettero attraversare a nuoto. Per sfuggire all'attacco vandeano, diversi soldati repubblicani e la moglie del tenente colonnello Bourgeois, con in braccio il suo figlioletto, preferirono gettarsi dalle scogliere dell'Erigné, piuttosto che essere catturati.
I vandeani riuscirono così ad occupare la città di Les Ponts-de-Cé e il suo castello. Il Comandante Bourgeois intanto, benché ferito, si sforzò di riorganizzare il proprio battaglione sull'altra sponda del fiume e provò a lanciare un contrattacco, senza tuttavia ottenere alcun risultato.
Infine, il 28 luglio, il generale Michel-Louis Talot giunse in rinforzo con la guardia nazionale di Angers e altri uomini distaccati nel Sarthe e lanciò un contrattacco. I vandeani però, stanchi per i due giorni di combattimenti e ignorando gli ordini di Bonchamps, decisero di ritirarsi, non dando seguito alla loro vittoria.